# Marek Gubała
Marek Gubała (ur. 21 kwietnia 1976 w Jaworniku) – polski artysta fotograf. Członek rzeczywisty i Artysta Fotoklubu Rzeczypospolitej Polskiej (AFRP). Członek Stowarzyszenia Myślenickiej Grupy Fotograficznej mgFoto.

## Życiorys
Marek Gubała związany z małopolskim środowiskiem fotograficznym, mieszka i pracuje w Zawadzie - fotografuje od 1984 roku. Miejsce szczególne w jego twórczości zajmuje fotografia ludzi, w dużej części fotografia portretowa. W 2008 roku został członkiem Stowarzyszenia Myślenickiej Grupy Fotograficznej mgFoto (stowarzyszenia będącego obecnie członkiem zbiorowym Fotoklubu Rzeczypospolitej Polskiej), w której od 2012 roku pełnił funkcję sekretarza Zarządu mgFoto.  
Marek Gubała jest autorem i współautorem wystaw fotograficznych; indywidualnych i zbiorowych oraz poplenerowych. Jego fotografie były prezentowane na wystawach pokonkursowych, na których otrzymywały akceptacje, medale, nagrody, wyróżnienia, dyplomy i listy gratulacyjne. W 2016 roku został przyjęty w poczet członków Fotoklubu Rzeczypospolitej Polskiej Stowarzyszenia Twórców (legitymacja nr 405).  
W 2018 roku został uhonorowany Medalem „Za Zasługi dla Fotografii Polskiej” – odznaczeniem przyznawanym przez Kapitułę Fotoklubu Rzeczypospolitej Polskiej Stowarzyszenia Twórców – w 100. rocznicę odzyskania przez Polskę niepodległości. W październiku 2020 został laureatem Nagrody Starosty Myślenickiego, stanowiącej gratyfikację za dokonania na rzecz fotografii w dziedzinie twórczości artystycznej oraz upowszechnianie kultury. 

## Odznaczenia
- Medal „Za Zasługi dla Fotografii Polskiej” (2018)[16]

## Nagrody (wyróżnienia)
- Grand Prix – międzynarodowy konkurs Portret 2016 (medal i 6 wyróżnień)[17]
- Złoty medal PSA i wstęga FIAP – Fotoferia International Exhibition[17]
- Złoty Medal „Za Fotograficzną Twórczość” w konkursie Polska jest piękna[17]
- Wstęga GPU – Wojnicki Międzynarodowy Konkurs Fotograficzny[17]
- Nagroda Starosty Myślenickiego za osiągnięcia w dziedzinie twórczości artystycznej, upowszechniania i ochrony kultury (2020)[17]